# (8291) Bingham
(8291) Bingham  es un asteroide perteneciente al cinturón de asteroides, descubierto el 2 de septiembre de 1992 por Eric Walter Elst desde el Observatorio de La Silla, en Chile.

## Designación y nombre
Bingham se designó inicialmente como 1992 RV1.
Más adelante fue nombrado en honor al explorador estadounidense  Hiram Bingham III (1785-1956).

## Características orbitales
Bingham orbita a una distancia media del Sol de 2,5928 ua, pudiendo acercarse hasta 2,0002 ua y alejarse hasta 3,1855 ua. Tiene una excentricidad de 0,2285 y una inclinación orbital de 3,9480° grados. Emplea en completar una órbita alrededor del Sol 1525 días.

## Características físicas
Su magnitud absoluta es 14,2.